# 弗魯濟尼夫卡
51°2′48″N 30°10′41″E / 51.04667°N 30.17806°E
弗魯濟尼夫卡（烏克蘭語：Фрузинівка）是位於烏克蘭北部的村莊，由基辅州维什霍罗德区的伊萬基夫市鎮負責管轄。該村始建於1700年，面積0.7平方公里，海拔高度115米，2001年人口144，人口密度每平方公里205.7人。